# Orphinus pseudoovalis
Orphinus pseudoovalis es una especie de escarabajo de piel del género Orphinus, de la familia Dermestidae, orden Coleoptera.

## Distribución
Se distribuye por Asia: China.

## Taxonomía
Fue descrita por Háva en 2004.